# Ligustrum tschonoskii
Ligustrum tschonoskii är en syrenväxtart som beskrevs av Joseph Decaisne. Ligustrum tschonoskii ingår i släktet ligustrar, och familjen syrenväxter. Inga underarter finns listade i Catalogue of Life.

## Bildgalleri

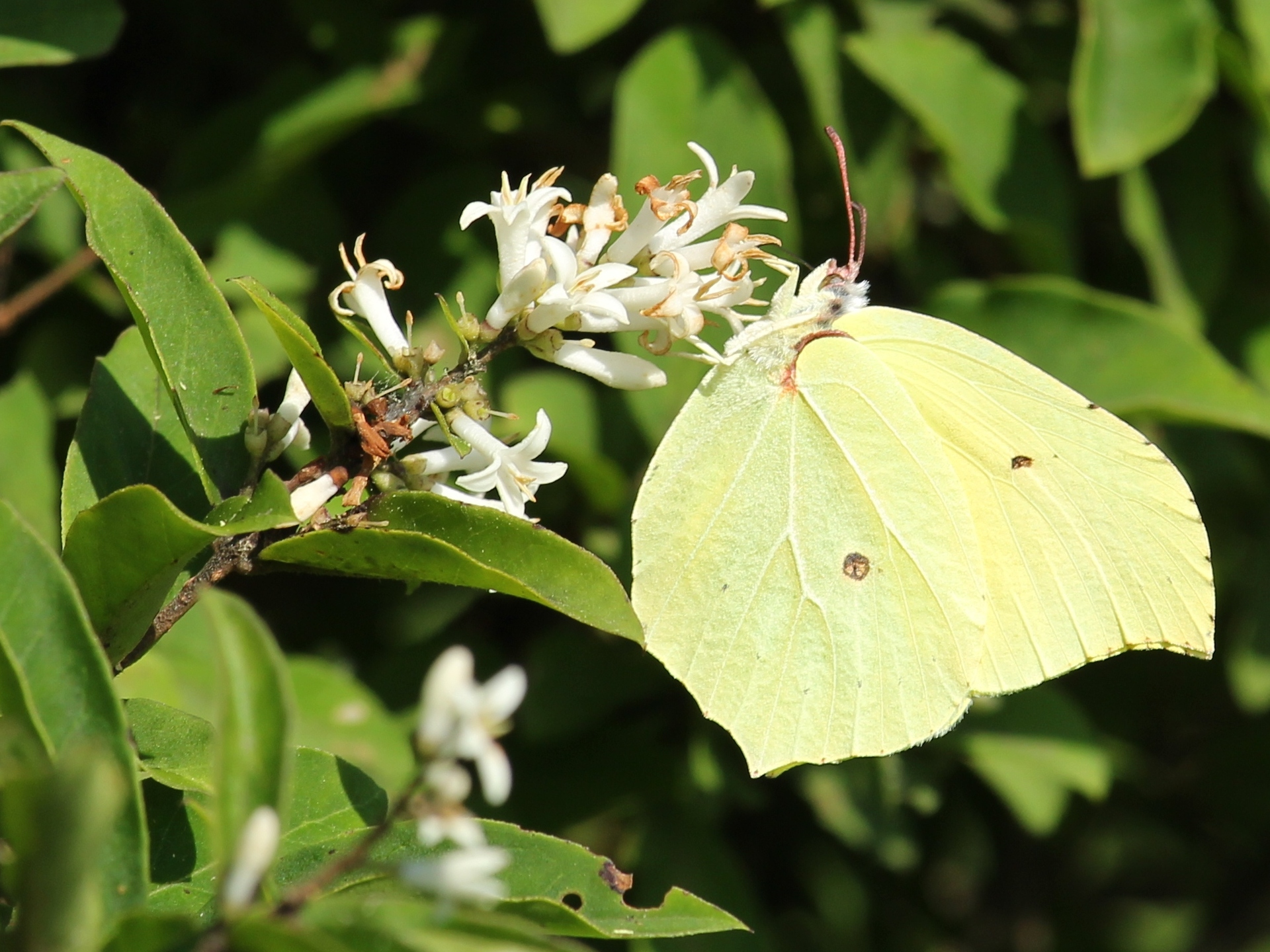
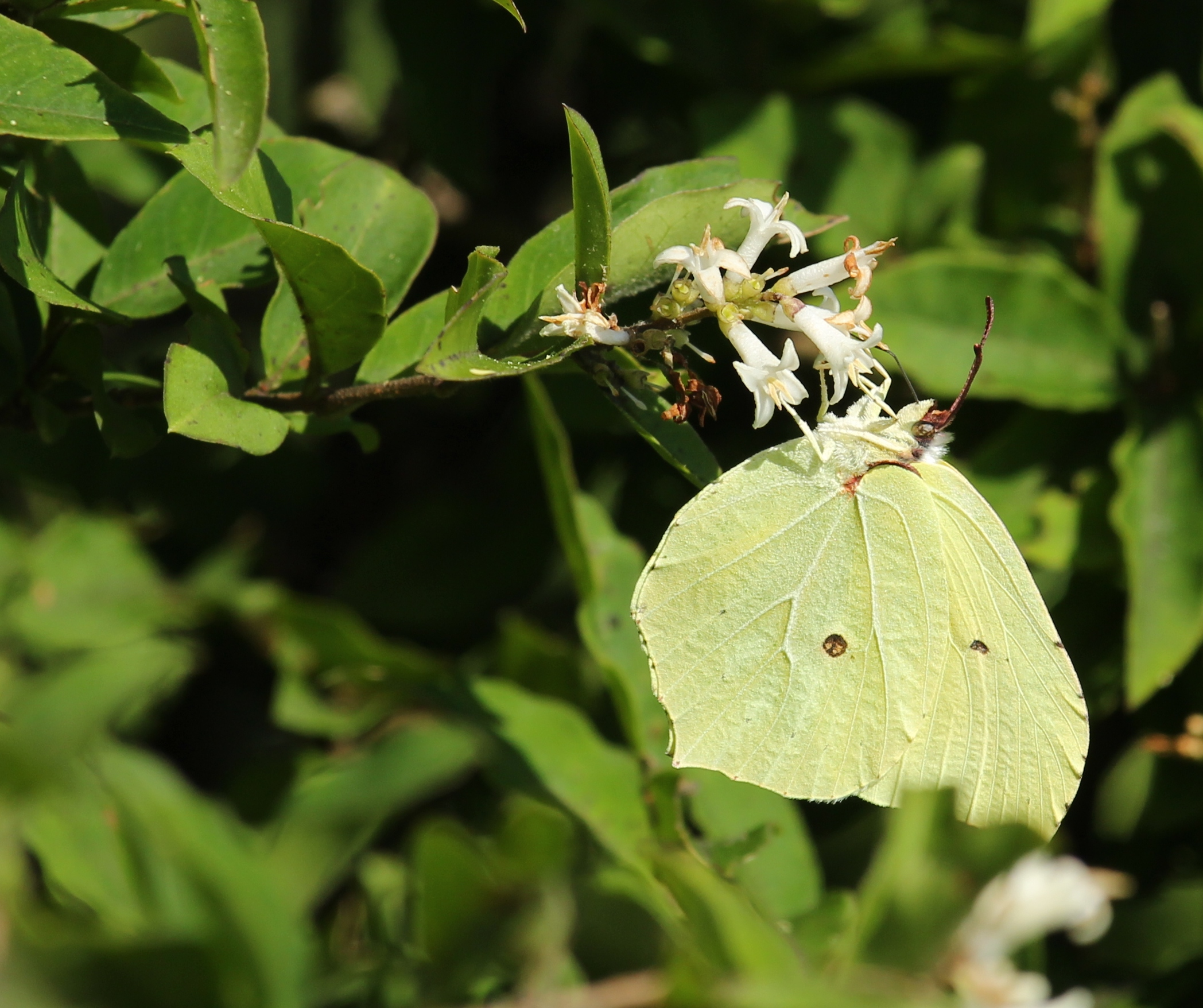
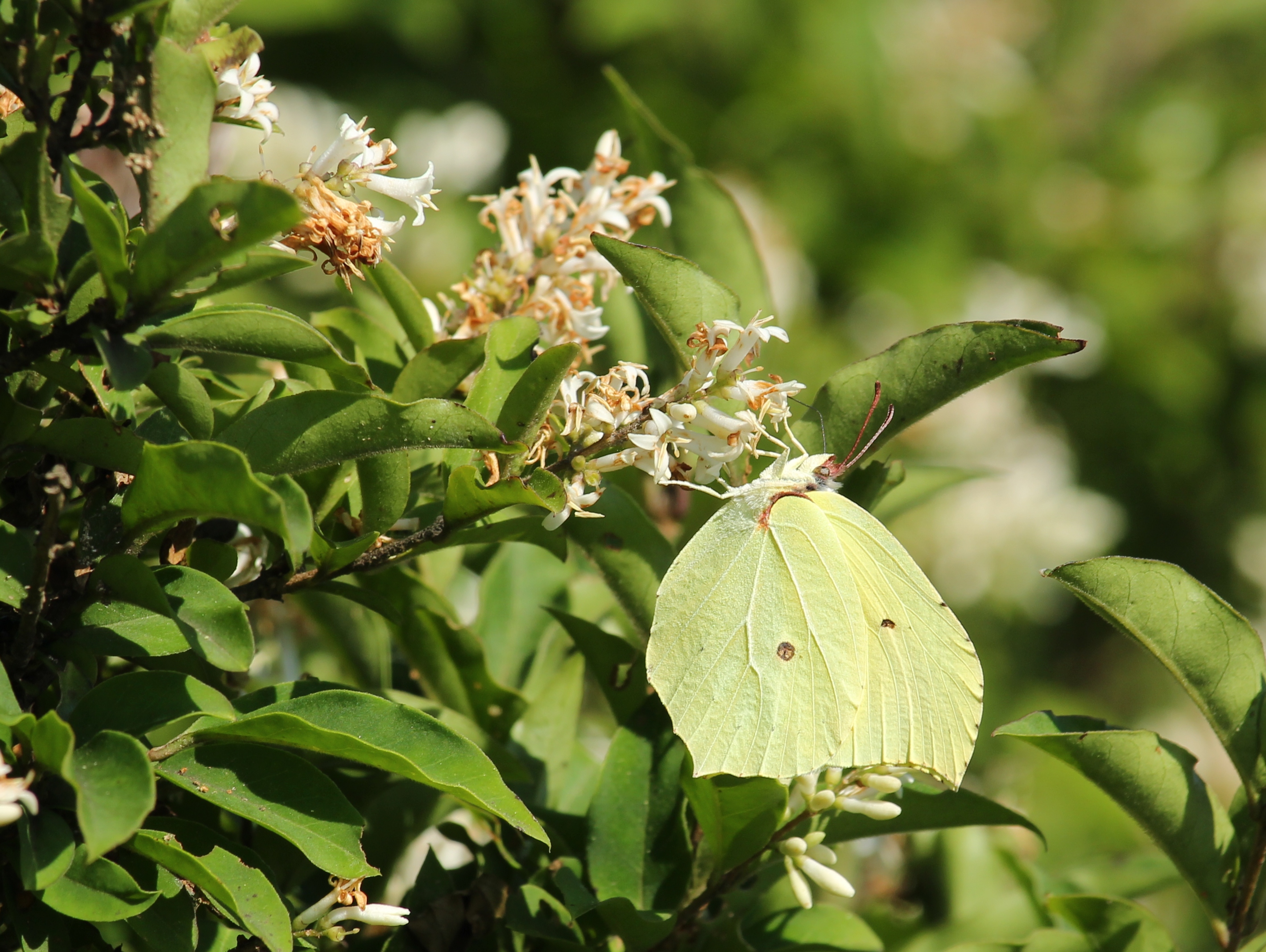
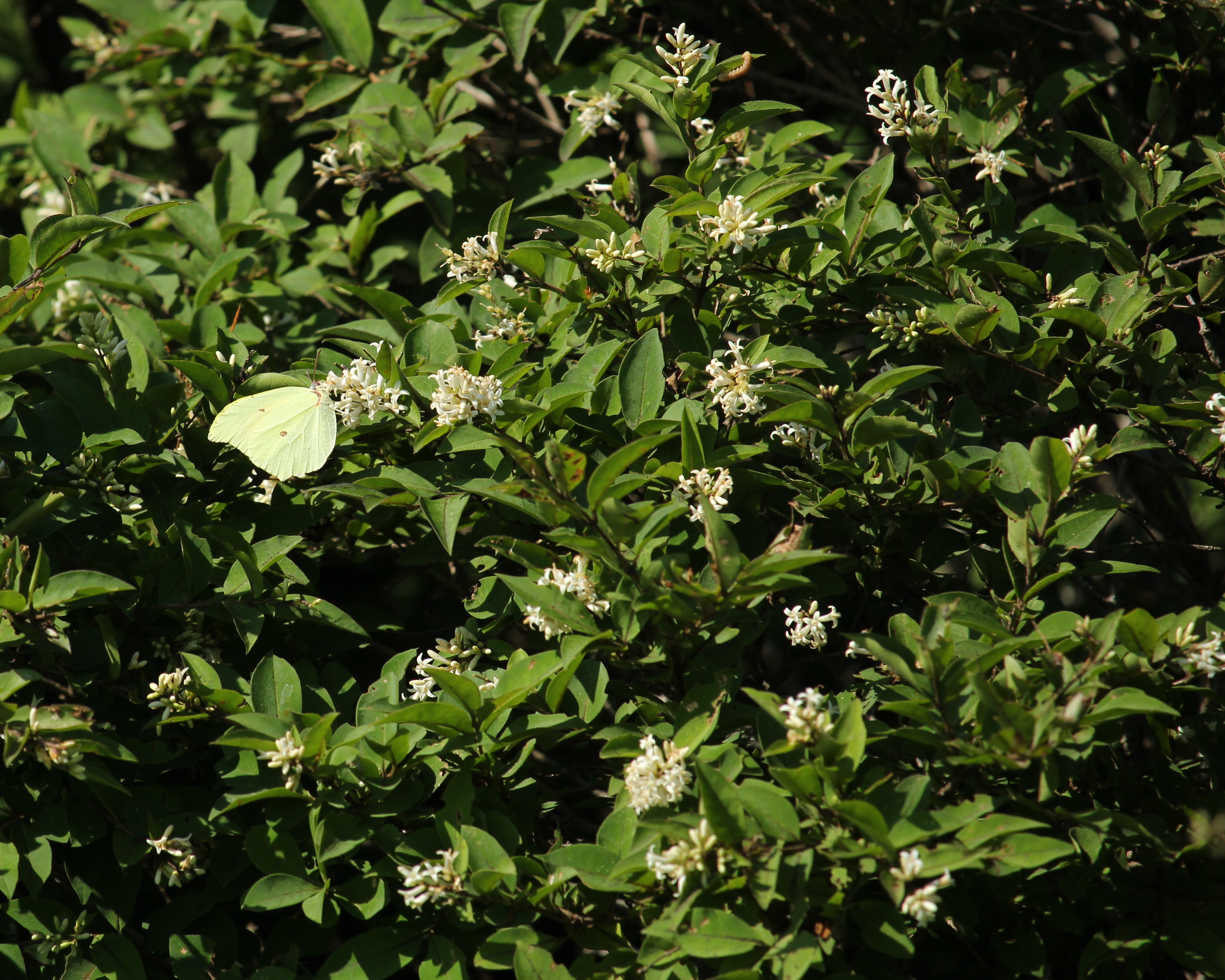